# Dějiny Chile

Státní znak Chile

Dějiny Chile zahrnují dějiny lidských společností na území dnešního Chile. První známky lidského osídlení pochází z doby mezi 33 až 13 000 lety. Od 16. století do začátku 19. století byla země součástí španělské koloniální říše. V roce 1818 se Chile stalo nezávislým státem. Po vítězství ve druhé tichomořské válce (1883) získalo území na severu s nalezištěm ledku, který do počátku 20. století představoval nejdůležitější vývozní surovinou země. Od 20. let 20. století se chilské vlády s různým úspěchem snažily o postupné řešení sociálních a hospodářských problémů postkoloniální země (např. chudoba, závislost na monokulturách, nerovnoměrná distribuce půdy nebo inflace). V roce 1970 byl do čela země zvolen socialista Salvador Allende, kterého v roce 1973 svrhla vojenská junta, jenž zemi vládla v letech 1973 až 1990. V roce 1990 se Chile vrátilo k demokracii.

## Nejstarší dějiny

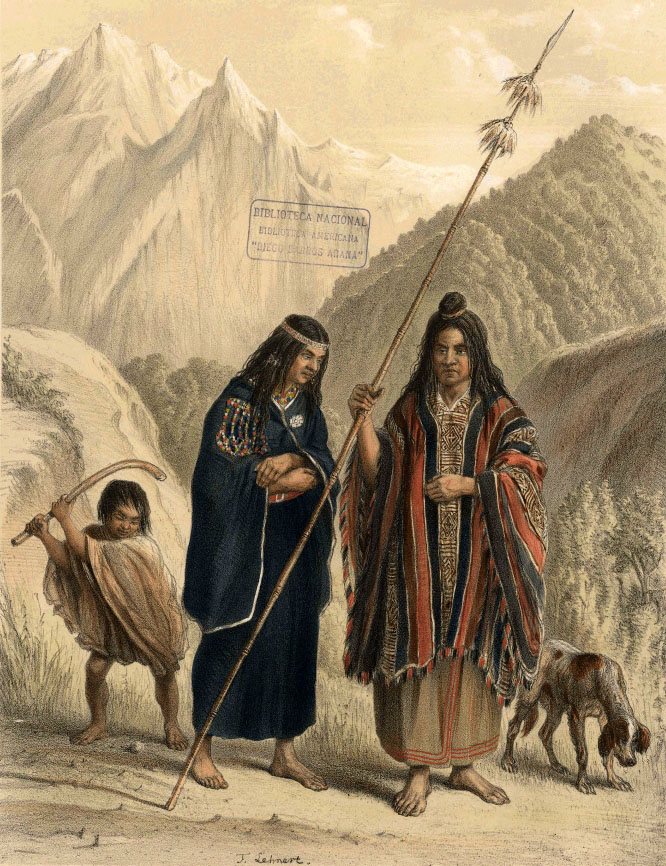
Vyobrazení Mapuchů nebo Araukánů, jedněch z původních obyvatel Chile, z roku 1854

Podle archeologických nálezů se nejstarší lidská osídlení v Chile nalézala v oblastech pobřeží, ale také v poušti Atacama (mimo jiné kultura Chinchorro, ve které vznikly nejstarší mumie na světě). Po většinu období dějin Chile se lidé pohybovali po ose sever-jih. Podle archeologů začala migrace lidí už před 33 000 lety, nicméně toto datum není zcela potvrzeno. Mnohem spolehlivější archeologické nálezy pochází z doby před 13 000 lety, kdy se jednalo o osídlení v oblasti dnešního Valdivia. Podobně jako v sousedním Peru byly první lidské komunity orientovány na lov ryb nebo na lov a sběr a obývaly hlavně oblasti kolem řek. S nástupem zemědělství začaly žít usedle. Kolem 500 až 1000 n. l. se do Chile šířily vlivy peruánské kultury civilizace Tiahuanaco, která do Chile zavedla například pěstování brambor, fazolí, paprik a bavlny.
V pozdější době žili v oblasti centrálního údolí a na jihu Chile Mapuche nebo také Araukáni, kteří se věnovali především lovu, ale také zemědělství. Dále na jihu se jednalo o další etnické skupiny například Čono (Chonos), Alakalufánů (Alacalufes), Jagenů (Yagenes) nebo Onuů (Onas). Kolem roku 1470 začali Inkové ze severu anektovat severní oblasti v dnešním Chile. Dále na jihu se ale setkali s odporem ze strany Araukánů. Zatímco tedy obyvatelstvo na severu bylo značně ovlivněno inckou byrokracií a kulturou, na jihu stále existovala nezávislá společenství Araukánů a dalších.

## Koloniální období 15. až konec 18. století
Španělé postupovali při objevování a obsazování území dnešního Chile ve dvou směrech, a to ze severu na jih, stejně jako z jihu na sever. Ferdinand Magellan se při své cestě v roce 1520 věnoval především objevování cesty z Ameriky do Asie, což znamenalo, že ho pobřeží dnešního Chile příliš nezajímalo. Naopak Diego Almagro, jeden z členů Pizarrovy výpravy do Peru, se zaměřil právě na objevení a dobytí jižních oblastí incké říše označovaných Španěly jako Nueva Toledo. Jeho výprava, přestože přišla poprvé do kontaktu s oblastmi dnešního Chile, nebyla příliš úspěšná. Dalším objevitelem a conquistadorem Chile se stal Pedro de Valdivia, pověřený Pizarrem v roce 1540 dobytím a kolonizací všech oblastí Nueva Toledo. Valdivia založil město Santiago de la Nueva Extramadura (1541) a zahájil postupnou španělskou kolonizaci dnešního Chile. Valvidia se stal po porážce pizarristů u Jaquijahuana guvernérem Chile a rozhodl se rozšířit oblasti pod svojí kontrolou směrem na jih. V roce 1550 se u řeky Bío Bío střetl s vojskem Araukánů a porazil je. Nicméně ani tato porážka neznamenala konec odporu Araukánů, kteří se španělské kolonizaci houževnatě bránili více než 300 let.
Také nástupce Valdivia Garcia Hurtado de Mendoza věřil, že zakládáním nových sídlišť a měst v oblastech Araukánů dokáže jejich odpor pacifikovat. Přes dílčí úspěchy ale představovali Araukáni v jižních oblastech země stále velkou hrozbu pro budoucnost španělského osídlení v Chile. V následujících letech nebyly okolnosti Španělům nakloněné a místní kolonizátoři museli bojovat nejenom s Araukány a anglickými a holandskými korzáry, ale také s zemětřesením a epidemiemi. V důsledku ztráty velké části domorodého obyvatelstva byli do Chile posíláni černí otroci, jejichž počet do konce 17. století rostl, nicméně v pozdější době klesal.
Podobně jako i jinde ve španělské Americe byla koloniální společnost v Chile rozdělena podle kastovně-rasového principu. Nejpočetnější skupiny společnosti tvořili tzv. mesticové, tj. míšenci mezi Evropany a místními domorodci. Privilegovanou skupinou byli Španělé a kreolové. Také Chile podléhalo centralizované správě španělské říše a bylo spravováno pomocí několika instancí. Generální kapitanát Chile oficiálně podléhal místokrálovství Peru se sídlem v Limě, ale v mnoha ohledech byl na Limě nezávislý (od roku 1798 pak oficiálně). Stejně jako i jinde sehrávala významnou roli v koloniální společnosti římskokatolická církev. Mezi prvními se v Chile objevili především milosrdní bratří, nicméně roku 1593 sem přišli jezuité. V roce 1561 byla založena první chilská diecéze Nuevo Extremo, podřízená Limě. Od 17. století se hlavní vývozním artiklem chilského koloniálního hospodářství stal lůj doplněný hovězími kůžemi. Většina ekonomiky se orientovala na výměnu s Peru, popřípadě s Buenos Aires a také Asií kam Chilané exportovali především měď, zlato a stříbro výměnou za hedvábí a koření.

## Samostatné Chile v 19. století

### Války za nezávislost

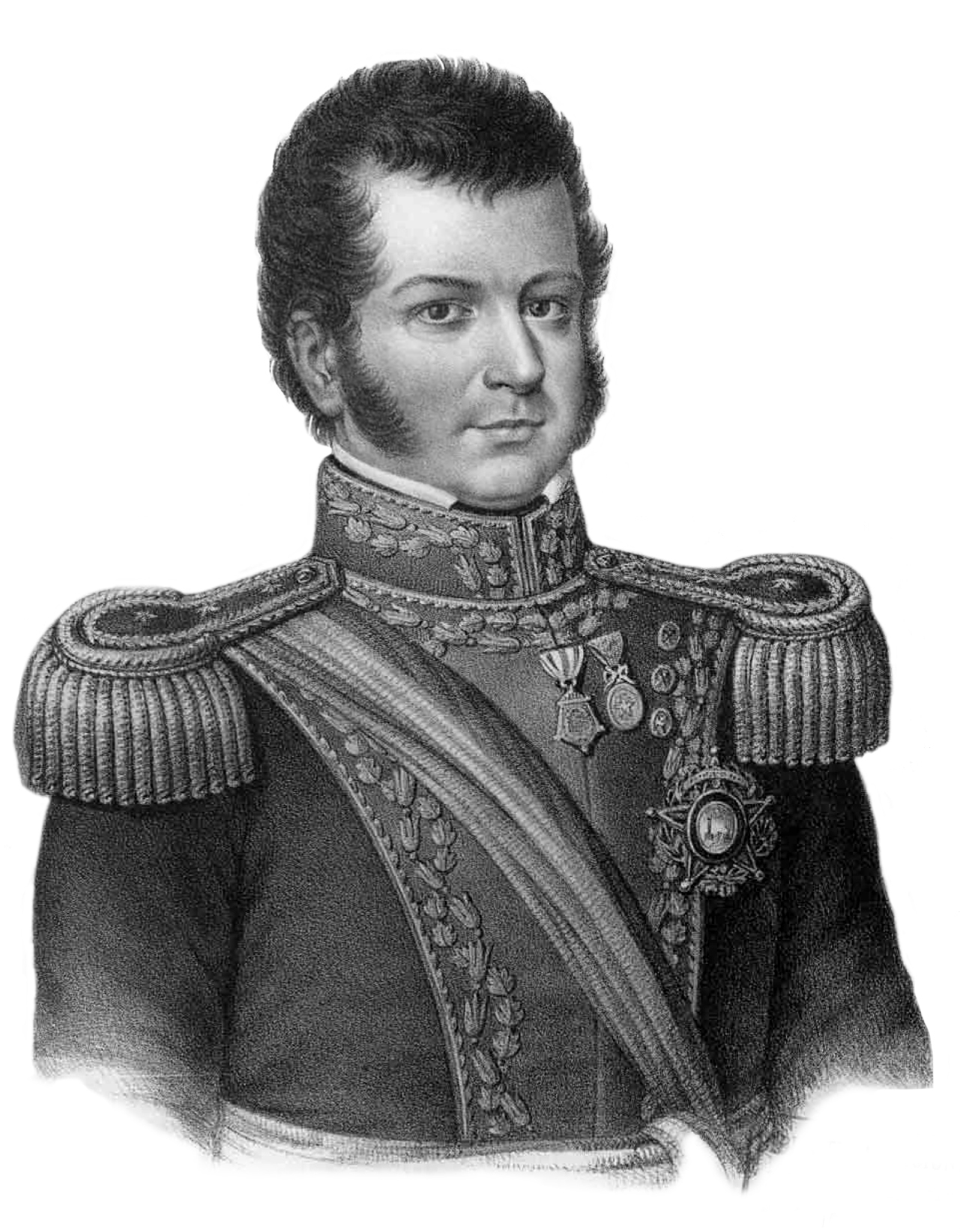
V prvních letech existence nezávislého Chile patřil k nejvýznamnějším politikům Bernardo O'Higgins (1778–1842).

Také v Chile na konci 18. století a na počátku 19. století byla místní koloniální společnost značně ovlivněna revolucí ve Spojených státech, reformistickými kroky vlády Bourbonů v oblasti koloniální správy a myšlenkami osvícenství umocněnými stále častějšími cestami chilských elit do Evropy. V roce 1808 místní kreolské elity reagovaly na události ve Španělsku vyhlášením podpory Ferdinandovi VII., nicméně s obavami sledovaly dění mateřské zemi, kterou obsadil a kontroloval Napoleon. Tato nejistá situace vyústila do konfliktu mezi roajalisty a vlastenci o uspořádání poměrů v Chile s ohledem na dění v Evropě. Ani jedna skupina však neměla v plánu úplnou nezávislost, nicméně spíše různé formy autonomie.V roce 1810 vznikla vlastenecká junta, která sice nahradila koloniální správu, ale z obav před možnou intervencí místokrálovského vojska v Limě vyhlásila věrnost králi Ferdinandovi. V následujících letech v Chile otevřeně vypukl konflikt mezi vlastenci a roajalisty, kteří mohli počítat s podporou z Limy. Mezi roky 1811–1826 v Chile probíhala vleklá válka za nezávislost. V roce 1818 vyhlásil Bernardo O'Higgins nezávislost Chile a později zasadil poslední ránu chilským roajalistům v bitvě u Maipó.
V prvních letech po získání nezávislosti byl nejvýznamnějším politikem Bernardo O'Higgins, jeden z latinskoamerických libertadores. První roky jeho vlády (1817–1823) se vyznačovaly reformní a zakladatelskou činnosti. O'Higginsova vláda například založila Národní knihovnu, pravidelnou dostavníkovou linku mezi Valparaísem a Santiagem, nebo zrušila šlechtické tituly a snažila se o vykořenění alkoholismu a kohoutích či býčích zápasů. V roce 1822 Spojené státy uznaly nezávislost Chile a Chile získalo první zahraniční půjčku jednoho miliónu liber šterlinků od britského kapitálu. Nicméně vnitropolitická situace v zemi nebyla stabilní, O'Higgins měl řadu oponentů a nepřátel, kteří zpochybňovali jeho postavení jako directora supremo, což v praxi znamenalo, že O'Higgins byl nucen vládnout jako diktátor opírající se především o vojenskou sílu. Tato situace potom vyústila v roce 1829 v občanskou válku, ze které O'Higgins nevyšel vítězně.

### Chile do poloviny 19. století
Po odchodu O'Higginse se Chile potýkalo s politickým chaosem, který se také promítl na stavu zemědělství a na obchodní výměně s Peru, která značně oslabila. Přechod od monarchie k republice se ani v Chile neobešel bez problémů. Na konci 20. let 19. století bylo Chile de facto v rukou důstojníků s liberálními idejemi a vizí uspořádat zemi podle myšlenek Francouzské revoluce. Politická nezávislost neznamenala ale změnu společenského řádu, což znamenalo, že si dominantní postavení ve společnosti podržela chilská aristokracie. V této době se také začaly formovat první politické strany v Chile, a to především liberálové (přezdívaní pipiolos) a konzervativci (přezdívaní pelucones).

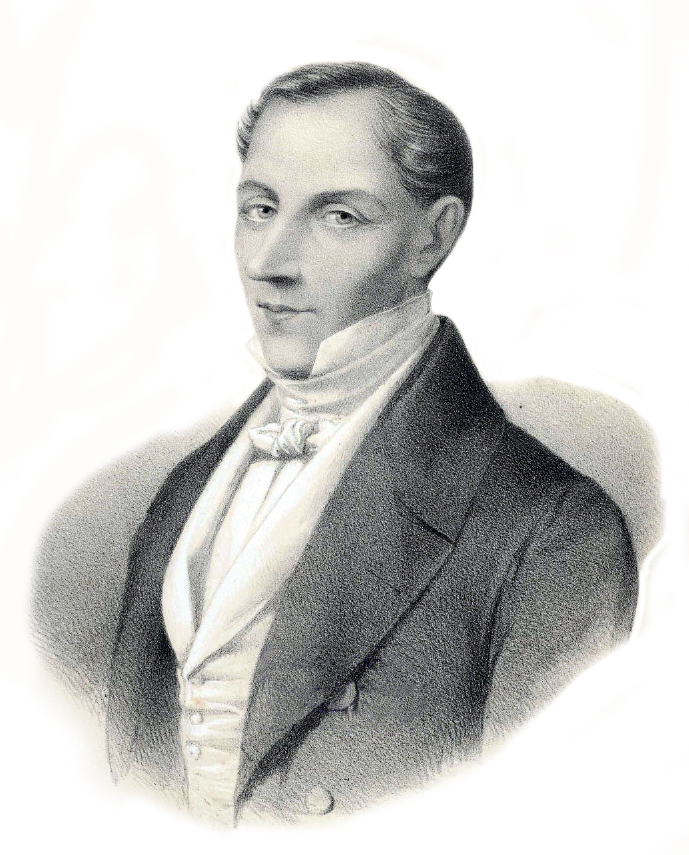
Diego Portales (1793–1837), politik, který ovlivnil politické uspořádání Chile na dlouhou dobu.

Diego Portales, příslušník aristokratické rodiny se stal stěžejní politickou postavou 30. let 19. století. Portales byl politikem konzervativního smýšlení, který kladl v kontextu zmatků v novém státě a v atmosféře doznívající občanské války roku 1829 důraz na pořádek, chilský patriotismus a silnou exekutivu. Během let 1830 až 1837 zaujímal Portales různé ministerské funkce. V rámci tohoto působení zavedl například Národní gardu jako protiváhu armády, zbavil se nepohodlných armádních důstojníků, některé svoje oponenty poslal do exilu a zavedl dokonce i vojenské soudy. V roce 1833 dostalo Chile novou ústavu, která učinila ze země prezidentskou republiku se silnými prezidentskými pravomocemi.
Ve 30. letech 19. století oslabovaly postavení nového státu také problémy ze zahraničí. Konfederace Peru a Bolívie se snažila destabilizovat Chile vnitřně (například podporou oponentů Portalesova režimu) a získat Chile pod svojí kontrolu. Peru zvýšilo daně na chilské zboží a spolu s Bolívii se snažilo vyvolat v Chile vzpouru. Naopak Portales se netajil snahou o posílení obchodní hegemonie Valparaísa i mocenskými plány učinit z Chile "Anglii Pacifiku". Konfederace se pokusila o vojenskou invazi do Chile. V roce 1839 byla Bolivijsko-peruánská konfederace poražena v bitvě u Yunguy. Vnější nebezpečí posílilo vnitřní soudržnost země a znamenalo i strategickou výhodu pro Chile, které si tak podrželo kontrolu nad tichomořským pobřežím Jižní Ameriky.
K nejvýznamnějším nástupcům Portalese, zavražděného v roce 1837, patřili prezidenti Manuel Bulnes Prieto (v úřadě 1841–1851) a Manuel Montt Torres (v úřadě 1851–1861), kteří se oba podíleli na celkové konsolidaci politické moci nově vzniklého státu. Bulnes pocházel z vojenských poměrů a zahájil mimo jiné program další kolonizace Chile, které mělo v roce 1842 jenom něco přes milión obyvatel. Přes všechnu snahu, ale Chile nelákalo tolik přistěhovalců z Evropy jako například Argentina nebo Uruguay. Za Bulnesova prezidentství byla také otevřena Chilská univerzita a postavena první chilská železnice. Jeho nástupce Montt byl vůbec prvním prezidentem, který neměl vojenskou minulost a dokázal se udržet v úřadě, a to i přes počáteční odpor některých důstojníků, který vyústil do krátké občanské války v roce 1851. Montt se zaměřil na podporu vzdělání a školství a dále na podporu ekonomického rozvoje země – například založil Hypotéční a úvěrovou banku, která měla investicemi pomáhat rozvoji zemědělské výroby.
Celková stabilizace poměrů v zemi během 40., 50. a 60. let 19. století se promítla do ekonomiky země, která zaznamenala vzestup zemědělské výroby, stejně jako uspokojivý růst těžby mědi a stříbra.

### Chile od poloviny 19.století do začátku 20.století
Stabilizace politických poměrů v Chile vedla od poloviny 19. století k novému rozvoji hospodářství země. Mezi roky 1870 až 1914 se ekonomická pozice Chile ve světovém hospodářství postupně měnila. Chile mělo nicméně exportně zaměřenou ekonomiku s tendencí k monokulturám. Do roku 1880 bylo Chile největším exportérem mědi. Vedle toho, avšak v menším množství, vyváželo také obilí, a to především do Evropy a v omezeném množství do dalších zemích v Jižní Americe. Po roce 1879 získala význam těžba ledku. Ledek, který se v Chile nacházel v hojné míře, představoval mezi roky 1882 až 1930 14% HDP Chile a vyvážel se především do Evropy (Německo, Francie).

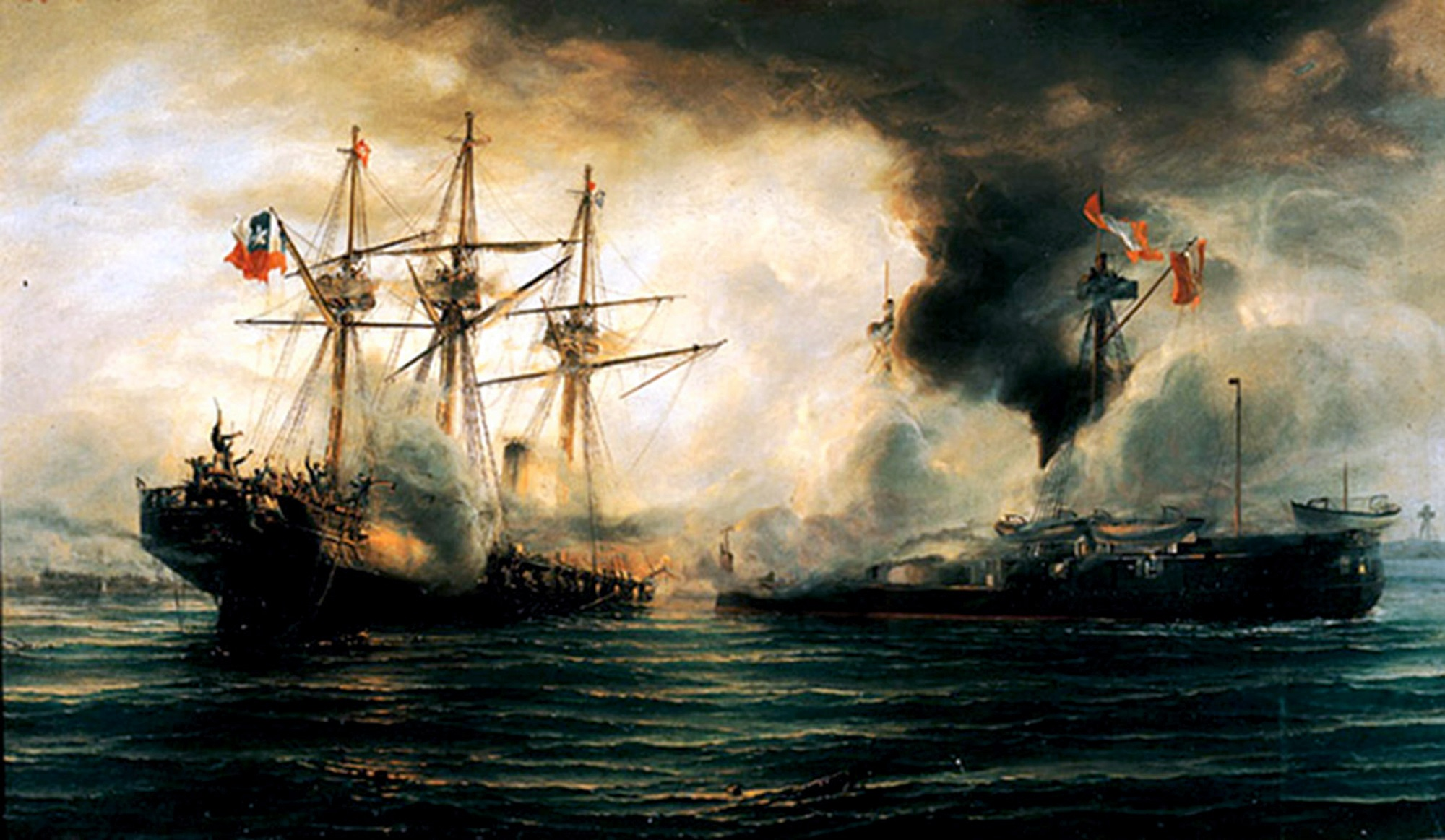
Druhá tichomořská válka v letech 1879–1883 skončila vítězstvím Chile, které získalo významné území na severu. Na obrázku: námořní bitva u Iquique v květnu 1879.

Relativní politická stabilita ale neznamenala, že by v Chile nedocházelo k politickému zápasu. Od 60. let 19. století se mezi sebou potýkaly dvě politické strany: první z nich zastávala konzervativní myšlenky spojující je s portesovskou tradicí a římskokatolickou církví. Liberální spíše tíhla k liberalismu, antiklerikalismu a dále se snažila o změnu ústavy z roku 1833. V roce 1863 se z ní vydělila Radikální strana. V rámci politického systému si i nadále silnou pozici zachovával prezident republiky a politickou moc měli v rukou především bohatí majitelé půdy (latifundisté). Politická stabilita země byla narušena druhou tichomořskou válkou v letech 1879 až 1883 a později občanskou válkou v roce 1891. V roce 1865 až 1866 bylo Chile jako spojenec Peru krátce zaiteresováno ve válce se Španělskem, které se pokusilo vojensky ohrozit Peru.
Druhá tichomořská válka vypukla jako konflikt mezi Chile, Peru a Bolívii. Příčinou války byl spor mezi Chile a Bolívii o území pouště Atacama (bolivijský departement Litoral). Přestože se ve válce proti Chile spojila Bolívie s Peru, válku nakonec vyhrálo Chile a v jejím důsledku si připojilo ke svému teritoriu značné pobřežní území s nalezišti ledku na severu země. Bolívie ztratila přístup k moři.
K další politické destabilizaci došlo v roce 1891 vypuknutím krátké občanské války. Příčinou byla politika prezidenta José Manuela Balmacedy z Liberální strany, který začal ve funkci porušovat ústavu a stavit se do pozice diktátora, což vedlo k vleklému sporu mezi ním a parlamentem. Kromě toho se Balmaceda pokoušel o potlačení vlivu britského kapitálu v Chile, který v této době kontroloval značnou část chilské ekonomiky – například 84 % veškeré produkce chilského ledku a 45 % dovozu do Chile. Situace vyústila ve vojenský puč vedený chilským námořnictvem. Ozbrojený konflikt mezi stoupenci a odpůrci Balmacedy trval od ledna do září 1891. Balmaceda nakonec ve válce prohrál a v prezidentské funkci ho nahradil Jorge Montt, jeden z vůdců rebelů.
Občanský konflikt v roce 1891 vedl k reformě politického uspořádání Chile. Moc exekutivy byla značně omezena na úkor parlamentu (tzv.parlamentarismo), což posílilo význam a vliv politických stran. Z této nové situace vznikly dvě politické uskupení: Aliance a Koalice, které byly schopné zajistit parlamentní podporu oslabené exekutivě. Aliance (Alianza Liberal) představovala seskupení liberálních politických stran, na druhou stranu Koalice (Coalición) byla koalicí spíše liberálně-konzervativních stran. V rámci těchto politických uskupení to byla oligarchie, kdo řídil osudy země v letech 1891 až 1921. Oslabení exekutivy znamenalo také přesunutí voleb do rukou politických stran, které si hlasy často také kupovaly. Tato situace vedla k tomu, že si oligarchové většinou vybírali prezidentské kandidáty z vlastních řad, takže se ve funkci střídali členové rodinných klanů (např. rodina Montt nebo rodina Errázuriz).

## Chile ve 20. století
Na počátku 20. století Chile stále ekonomicky spoléhalo na těžbu ledku jako základního zdroje bohatství země. Závislost na příjmech z těžby a vývozu ledku byla natolik silná, že Chile prakticky neznalo přímé daňové zatížení obyvatelstva. Během konce 19. století se také změnila sociální struktura obyvatelstva a jeho zeměpisné rozložení. Například na jihu převládalo zemědělství a většinu tvořili malí zemědělci nebo zemědělští dělníci (peoni). Venkov představoval poměrně zaostalou část země. Na severu naopak převažovalo hornictví a ve městech se koncentrovalo dělnictvo.Tato demografická a společenská změna přinesla řadu nových sociálních problémů. Ve stejné době se ale i v Chile zformovaly nepříliš početné střední vrstvy. Tyto společenské změny se záhy dotkly také politického života Chile.

### Krize portalesovského Chile

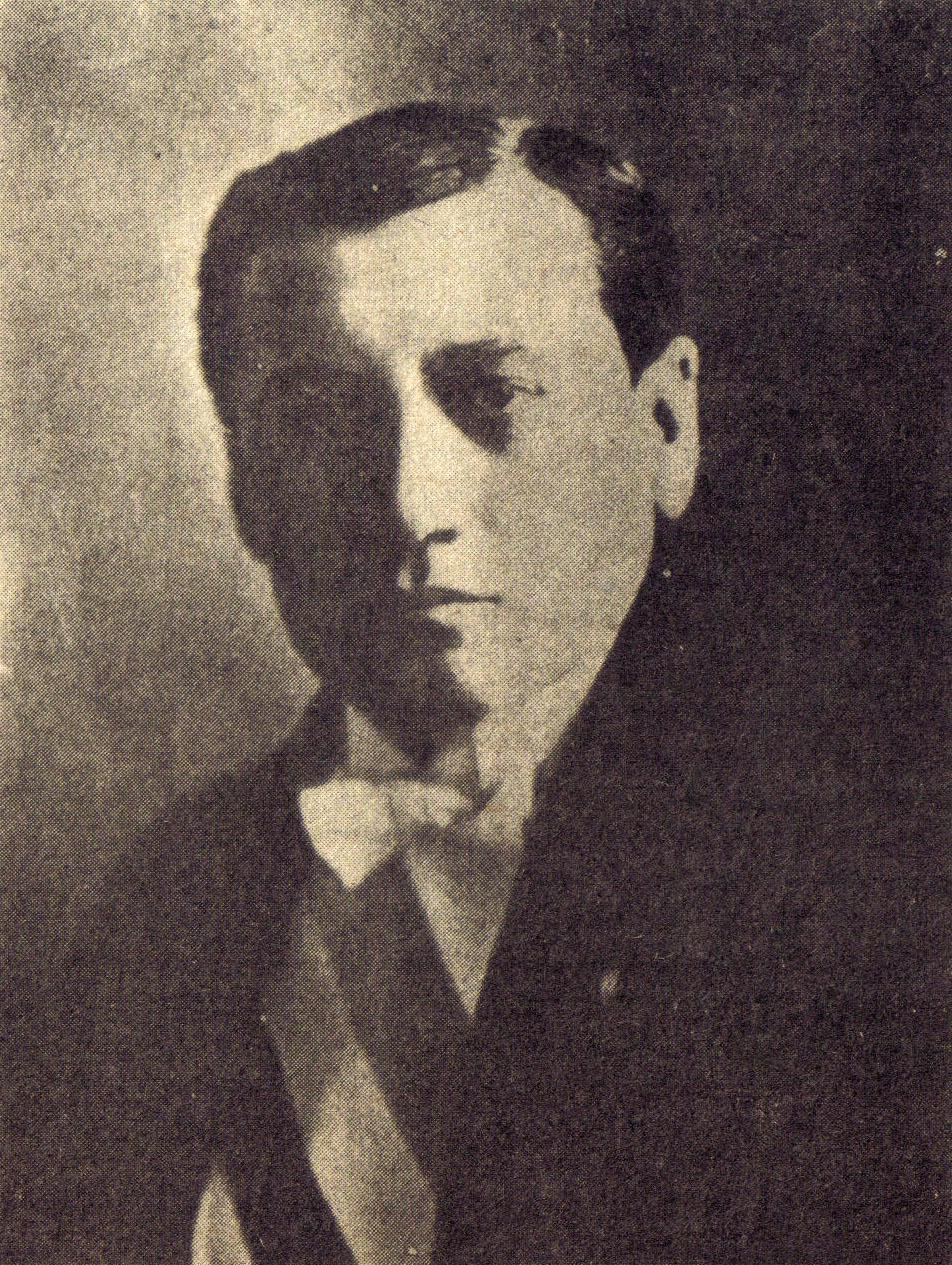
Prezident Chile Arturo Alessandri Palma.

V roce 1920 byl prezidentem Chile zvolen Arturo Alessandri Palma, kandidát liberální Aliance.Ve svém programu Alessandri sliboval omezit vliv přespříliš silného parlamentu ale také věnovat se řešení některých sociálních a ekonomických problémů Chile (např. návrh zákoníku práce, zavedení daně z příjmu, založení Centrální banky atp.). S takovým programem Alessandri nereprezentoval tradičního liberála. V realizaci programu Alessandri neuspěl, jelikož se musel potýkat s celou řadou politických problémů způsobených na prvním místě sabotáží jeho práce ze strany silného parlamentu. Vedle toho jeho vládu také tížila krize těžby ledku spojená se zmenšující se poptávkou v Evropě a ve světě, která vedla ke ztrátě pracovních míst tisíců horníků a ještě prohlubovala sociální problémy Chile. K roku 1924 vyměnilo Chile vládní kabinet celkem osmnáctkrát. Alessandriho čtyřletá vlády tak znamenala významné období pro postupný přechod od parlamentarismu kontrolovaného většinou chilskou oligarchii k další demokratizaci chilské politiky.
Na druhou stranu byla také projevem celkové krize portalesovského uspořádání země. Chilská oligarchie se s reformními pokusy Alessandriho vlády nechtěla smířit a obrátila se na pomoc k armádě. Tím byla de facto porušena portalesovská zásada politické neangažovanosti chilské armády. V roce 1924 vznikla první vojenská junta. Vojáci chtěli zprvu svým vstupem do politiky uspíšit přijetí některých Alessandriových reforem a státního rozpočtu, který byl parlamentem blokován a znamenal pro armádu opožděné platby žoldu. Následně Alessandri rezignoval na úřad prezidenta a uchýlil se do exilu, zatímco moc v zemi nadále držela vojenská junta. Po několikaměsíčních zmatcích se v roce 1925 vrátil do Chile a prosadil novou ústavu (1925), která posílila roli exekutivy a omezila přílišný vliv parlamentu, uzákonila odluku církve od státu, upravila pravidla pro držení ministerských a poslaneckých či senátorských funkcí atp.

### Chile v době Velké hospodářské krize
Od vstupu vojáků do politiky se v Chile profilovala nová politická osobnost, kterou byl Carlos Ibañez del Campo (v úřadě 1927–1931), generál chilské armády. Po nástupu do prezidentského úřadu se Ibañezova vláda vyznačovala autoritářstvím a slabým parlamentem s pramalým demokratickým potenciálem. Situace došla tak daleko, že se politické strany dohodly na tom, že do voleb postaví odpovídající počet kandidátů jako je počet členů parlamentu. Tím pádem nebylo nutné volby konat a parlament se sešel ve složení jaké si dohodly předem politické strany. Ibañezova autoritářská vláda nebyla schopna řešit pokračující ekonomické a sociální problémy země. Chile nyní čelilo nejen upadajícímu zájmu o jeho klíčovou komoditu – ledek, ale také obecným dopadům Velké hospodářské krize. Ibañez zemi zatěžoval dalšími půjčkami a jeho kabinety zvyšovaly schodek státního rozpočtu. V roce 1931 zemi zaplavila vlna stávek a Ibañez následně rezignoval na úřad prezidenta a opustil Chile. Novým prezidentským kandidátem se nestal nikdo jiný než Arturo Alessandri.
Alessandriho druhý prezidentský termín (v úřadě 1932–1938) byl spojen s nadějemi na vyřešení celkově špatné hospodářské a společenské situace v zemi. Tato situace znamenala, že Alessandri si prosadil na určitou dobu výjimečné pravomoci na úkor parlamentu. Klíčovým úkolem bylo zlepšit hospodářskou situace země. Ministr Gustav Ross Santa Maria uvedl v život prorůstovou strategii (zvyšování výroby a zvětšování objemu domácího konzumu). Alessandri potom prosadil některé další sociální zákony jako byl například zákon o minimální mzdě v obchodě a průmyslu nebo zákon o volebním právu žen v obecních volbách v roce 1934 (plná emancipace žen v Chile byla uzákoněna v roce 1947). Během svého druhého období ale Alessandri ztratil podporu levice a sám se začal přiklánět ze strategických důvodů na stranu konzervativců.

### Chile mezi roky 1938až1952
Následujících 14 let bylo ve znamení politické nadvlády Radikální strany, která obsadila prezidentský post celkem třikrát. První z radikálních prezidentů byl Pedro Aguirre Cerda (v úřadě 1938-1941), dalším Juan Antonio Ríos Morales (v úřadě 1942–1946) a posledním potom Gabriel González Videla (v úřadě 1946–1952). Radikální strana vládla v době, kdy se politická scéna Chila značně rozdělovala. Ve 30. letech se zformovala chilská socialistická strana zastupující zájmy početné dělnické třídy. Od roku 1922 v Chile existovala také komunistická strana. V zemi se ale rozšířil rovněž národní socialismus inspirovaný především italským fašismem. Mládežnické hnutí konzervativců se seskupilo do Národní falangy (Falange Nacional) s politikou sociálně-křesťanského zaměření. Vedle toho bylo v Chile poměrně silné odborové hnutí. Radikální strana se v roce 1937 spojila se socialisty, komunisty a Demokratickou stranou a zformovala tzv. Lidovou frontu (Frente Popular) za kterou kandidoval první radikální prezident Aguirre Cerda. Radikální prezidenti kladli důraz na otázky vzdělání ve vztahu k podpoře průmyslu a výroby (především technické vzdělávání),zlepšení pracovních podmínek zaměstnanců, omezení růstů spotřebních cen a nebo výstavbu bytů pro sociálně slabší. V době posledního prezidentského mandátu z Radikální strany do chilské vlády oficiálně vstoupili také komunisté. To vyvolalo ostré reakce především z pravicových ale i levicových řad a dalo vzniknout militantní Chilské antikomunistické akci (Accion chilena anticomunista). V kontextu Studené války se ale prezident González Vidal dostal do konfliktu s komunisty ve své vládě. Ti z ní byli v roce 1947 vytlačeni a González Vidal vytvořil novou vládní koalici ve které měl podporu radikálů, liberálů, demokratů a konzervativců. I přes to se atmosféra v zemi radikalizovala. Komunisté vedli nebo podněcovali spolu s chilskými odbory řadu stávek, které nadále ochromovaly život v zemi. Zákon o ochraně demokracie přijatý v roce 1948 měl být vládním řešením "komunistického problému". Komunistická strana Chile byla zakázána a vláda se uchýlila dokonce k represím ve formě koncentračních táborů kam byli posíláni komunisté i další levicoví aktivisté. Ani to ale nezmírnilo stávkové hnutí v Chile, které ukazovalo na to, že odbory se staly významnou politickou silou do budoucna.

### Chile v letech 1952až1970

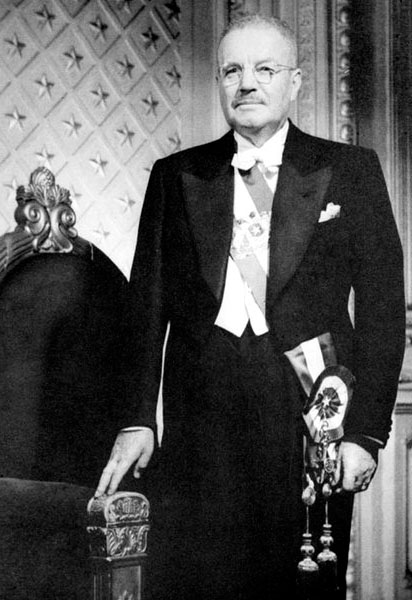
V roce 1952 nastoupil do prezidentského úřadu podruhé Carlos Ibañez del Campo, přezdívaný generál naděje.

Rozjitřená situace v zemi a pokles prestiže tradičních politických stran v Chile vytvořily možnosti pro nezávislé politiky, tzn. politiky, kteří nebyli přímo spojeni s minulými vládami a politickými stranami. Svůj comeback zažil Carlos Ibañez, který byl zvolen prezidentem Chile v roce 1952 jako nestranický kandidát. Ibañez měl ovšem poměrně slabou parlamentní většinu a nedařilo se mu Chile především ekonomicky stabilizovat. Nejzávažnějším hospodářským a také sociálním problémem byla inflace. Ta se držela v průměru na 25%, nicméně v roce 1955 stoupla na alarmujících 80%. Prezidentův ekonomický program se spoléhal na tradiční řešení: omezení objemu peněz v ekonomice spojených se snížením průmyslové výroby a tím pádem také s růstem nezaměstnanosti. Zemi tak zaplavila další vlna stávek a demonstrací.
V roce 1958 byl prezidentem zvolen Jorge Alessandri Rodríguez, syn bývalého prezidenta Arturo Alessandriho. Ten vládl od roku 1961 s podporou Demokratické fronty (Frente Democratico), koalice liberálů, konzervativců a radikálů. Alessandrimu se podařilo dostat pod kontrolu inflaci (v roce 1961 jen na 9,7%). Jeho vláda také přikročila k prvnímu kolu řešení jednoho z nejpalčivějších problémů země – agrární reformy. Zákon z roku 1962 rozděloval půdu těm rolníkům, kteří na ní fyzicky pracovali a byl snahou vyřešit závislost Chile na dovozu zemědělských výrobků ze zahraničí a posílit střední vrstvy na venkově. Kritici vlády ale reformu považovali za nedostatečnou.
Růst počtu obyvatelstva (7,2 miliónu v roce 1958 a 8,4 miliónů v roce 1964)znamenal zvýšení požadavků na bydlení. Alessandriho vládě se podařilo postavit na 150 000 nových bytů a také zvýšit těžbu mědi na rekordních 600 000 tun ročně (1964).
Alessandriho nástupcem byl zvolen Eduardo Frei Montalva (v úřadě 1964–1970), kandidát křesťansko-demokratické strany. Od počátku Frei hlásal nutnost významných sociálních, politických i ekonomických změn. Jeho heslem bylo Todo tiene que cambiar (Všechno se musí změnit). Freiova křesťansko-demokratická strana se přitom vymezovala jak ke klasickému liberalismu tak i k marxismu, a hlásila se k vlastní křesťansko-demokratické cestě – comunitarismo.Jeho vláda se zaměřila na zvýšení platů ve veřejné sféře a na problém chudinských městských čtvrtí (callampas), kde se snažila potírat analfabetismus, chudobu a společenské vyloučení. Vláda investovala do bydlení, vzdělání, hygieny a zdravotnictví. Frei se také odvážil realizovat další etapu agrární reformy v Chile, která měla vyřešit nerovnoměrnou distribuci vlastnictví půdy. V roce 1967 byla zákonem o agrární reformě vyvlastněna opuštěná nebo špatně obdělávaná půda a také zavlažované pozemky nad 80 hektarů. Tato vyvlastněná půda byla předána malým zemědělcům a jejich rodinám, zatímco stát bývalým vlastníkům vyplatil odškodné. Velkostatkáři, kterých se vyvlastnění týkalo, proti zákonu protestovali a vyvlastňování se někdy bránili i silou.

### Allendeho Chile 1970 až 1973

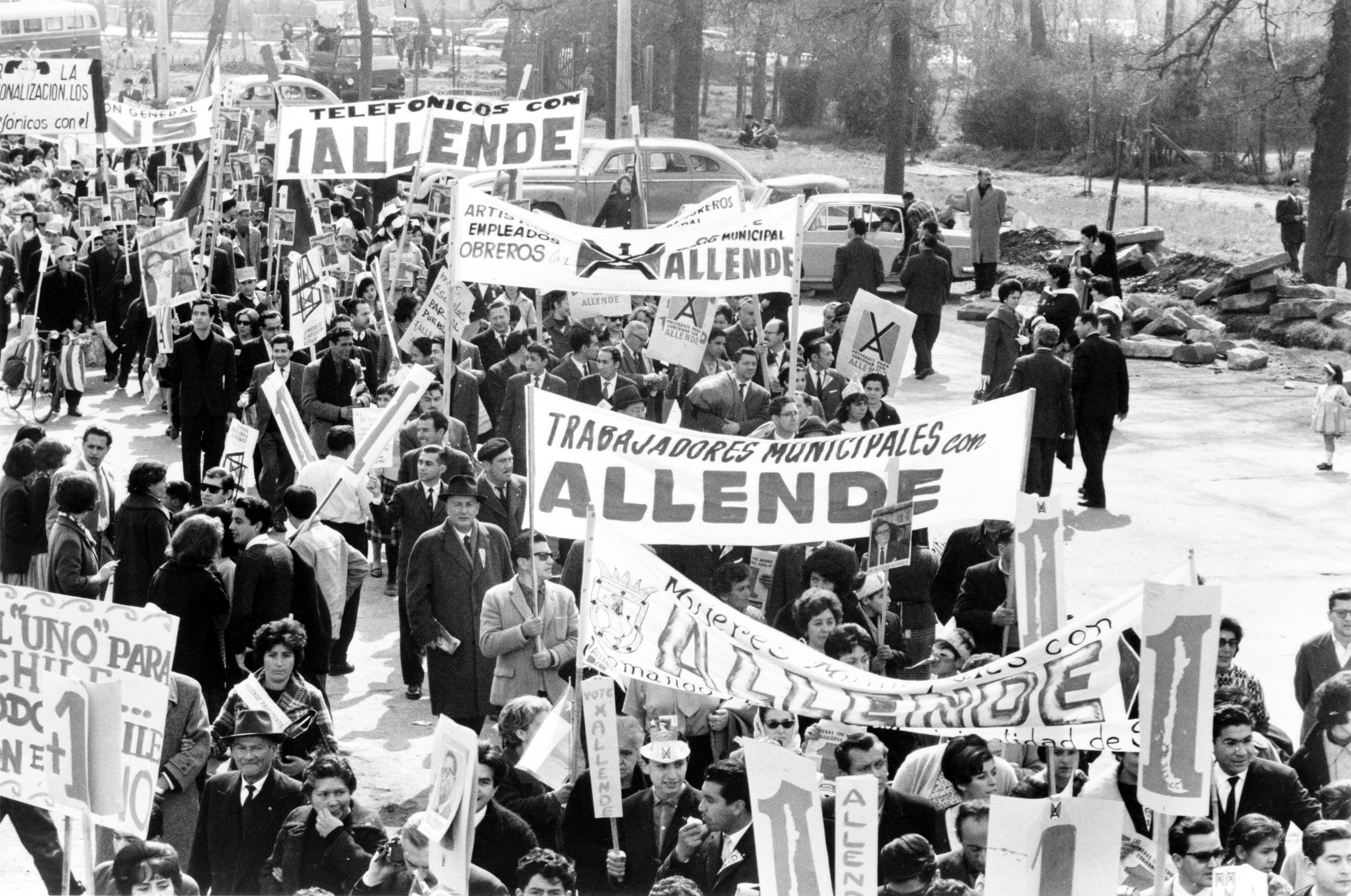
Demonstrace na podporu Salvadora Allendeho v kampani v roce 1964.

V roce 1970 byl do prezidentského úřadu zvolen socialista Salvador Allende Gossens (v úřadě 1970–1973). Allendeho zvolení do úřadu vyvolalo obavy mezi podnikateli, latifundisty, mezi některými rolníky a také v USA, obávajících se další socialistické revoluce na západní hemisféře. Allendeho vláda přišla s programem, který byl postaven na znárodnění části chilského hospodářství, masivním přerozdělení příjmů, umenšení vlivu latifundistů, politické reformě, která by zavedla jednokomorový parlament, zvýšila lidovou účast v politice a hospodářském rozhodování a na orientaci zahraniční politiky na země východního bloku. Problémem se stala otázka realizace tohoto vládního programu. Alledeho koaliční vláda Národní jednoty (Unidad Popular, UP) se skládala z celkem 6 levicových nebo středolevých stran. Vlastní Allendeho socialistická strana byla značně rozdělena v názoru na způsob "chilské cesty k socialismu". Část socialistů například volala po násilné revoluci. Skupiny mimo socialistickou stranu jako byli například miristé tuto formu revoluce svými teroristickými útoky již začaly realizovat. Naopak komunisté ve vládě zastávali umírněné názory odmítající revoluční násilí.
Vláda v roce 1971 znárodnila nerostné bohatství Chile (nejprve měď a poté ledek) a následně také vlastní doly a poté zahájila znárodnění celé řady dalších podniků. Vedle toho zvýšila platy a zmrazila ceny základních potravin. Díky znárodnění půdy Chile nebylo schopno vyprodukovat vlastní potraviny a spotřební zboží a bylo stále více nuceno k nákupu v zahraničí, což v důsledku snižovalo devizové rezervy země. Podobná situace byla i v oblasti znárodněného hornického průmyslu. S odchodem zahraničních odborníků se ukázalo, že Chile nemá dostatek svých odborníků. Tato situace vedle ke snížení efektivity těžby a tedy i snížení příjmů. Vláda také přikročila k dalším přerozdělování půdy v rámci pozemkové reformy. V této otázce ale nebyla chilská společnost tak jednotná jako v otázce znárodnění ledku a mědi a pozemková reforma zůstávala kontroverzní otázkou. Tato hospodářská politika se ukázala i přes počáteční dobré výsledky jako neúspěšná. Z Chile unikal kapitál a devizové rezervy, vláda vydávala nekryté emise bankovek, země nebyla schopna sama vyprodukovat dostatek konzumního zboží a byla stále závislejší na dovozu. Výsledkem marxistických experimentů byl kolaps ekonomiky, vzrůst nezaměstnanosti, nedostatek zboží i potravin, zavedení přídělového systému, občanské nepokoje, teroristickým útokům levicových radikálů a růst násilí v zemi. V roce 1973 Allende vyhlásil výjimečný stav. Inflace v 1972 dosáhla 140 %, situace se rychle zhoršovala, meziroční inflace v srpnu 1973 přesáhla 300 %, v říjnu dosahovala 1000 %. V zemi se schylovalo k občanské válce.

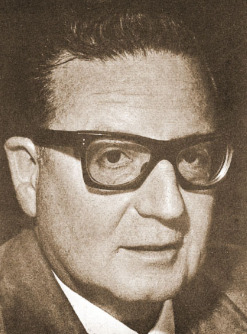
Prezident Chile v letech 1970–1973 Salvador Allende Gossens.

Chilská společnost se během Allendeho vlády značně polarizovala. Prezident Allende ztrácel podporu i v rámci své strany a v parlamentu, v některých případech se uchyloval k neústavním krokům. Zemi vysilovaly četné stávky, pouliční násilí a teroristické útoky. Například podle studie H. Landsbergera a T. McDaniela se v roce 1972 konalo celkem 2 474 stávek v soukromém a 815 stávek ve veřejném sektoru Ve srovnání s rokem 1959 se jednalo o celkem šestnáctkrát více. Řada těchto stávek byla předzvěstí převzetí podniků do státních rukou, ale přílišná politická mobilizace budila v Allendeho vládě obavy. V březnu 1973 se konaly parlamentní volby, ve kterých získala opozice celkem 57%, zatímco Allendeho UP 43%. Volební výsledek ještě prohloubil nejednotu v rámci Allendovy koalice. Během roku 1973 Allende jmenoval dvě nové vládě. Po ztrátě podpory křesťanských demokratů a v kontextu stávky horníků dolu El Teniente, kteří protestovali proti novým socialistickým podmínkám a která postupně paralyzovala celou zemi, do druhé vlády najmenoval vojáky.Po rezignaci generála Carlose Huga Pratse na post velitele pozemních sil do funkce jmenoval generála Augusta Pinocheta.
11. září 1973 vypukl v Chile pod vedením generála Augusta Pinocheta a generálů Leigha, Toribio Meriny a Mendozy vojenský puč, který v zemi s podporou USA zavedl režim politického autoritářství a ekonomiky volného trhu. Prezident Allende při něm podle posledního vyšetřování (2011) spáchal sebevraždu, jak potvrdil chilský soud.

### Vláda vojenské junty v letech 1973až1989
Na kolaps ekonomiky a hrozící občanskou válku zareagovala armáda v čele s vrchním velitelem Augusto Pinochetem, který ještě několik měsíců předtím potíral snahy o ozbrojený převrat. Pinochet diktaturu označoval za nutnou, vzhledem k násilným snahám levice o destabilizaci země, a směřoval zemi k demokracii poté, co pomine nebezpečí levicové diktatury, podporované SSSR a Kubou. V roce 1978 souhlasilo v referendu 78,6 % voličů s pokračováním Pinochetovy vlády a současným směřováním země. V roce 1980 byla schválena nová ústava, která nařizovala další prezidentské referendum s jedním kandidátem v roce 1988 a návrat k demokratickému politickému zřízení v roce 1990. V referendu v roce 1988 Pinocheta podpořilo 45 % voličů, protikandidát Patricio Aylwin získal 55 %. Pinochet je výjimečný tím, že sám nechal vypsal opakovaně referendum o své vládě a když prohrál, poměrem 45 % ku 55 % odevzdaných hlasů, předal moc zvolenému Patricio Aylwinovi. Pinochetův nástupce Patricio Aylwin ponechal v platnosti hospodářská opatření Pinochetovy vlády, vládu Pinocheta shrnul slovy: „Brutální, ale účinná.“. Pinocheta po roce 1990, zůstal na svém postu vrchního velitele armády až do roku 1998, kdy získal doživotně křeslo v chilském senátu, což mu zajišťoval ústavní dodatek z roku 1980.Ve druhé polovině 80. let 20. století se Pinochetův režim musel potýkat s rostoucím občanským odporem.[zdroj?] Zároveň v Chile docházelo k politickému uvolňování, které dalo politický prostor demokratické opozici. Předzvěstí vážné krize režimu se stala reakce na jeden ze zákroků chilských karabiníků v roce 1988, jehož výsledkem byli tři zavraždění komunističtí předáci. Oficiální vyšetřování vynucené Vikářstvím solidarity a veřejností ukázala na brutální způsoby karabiníků.

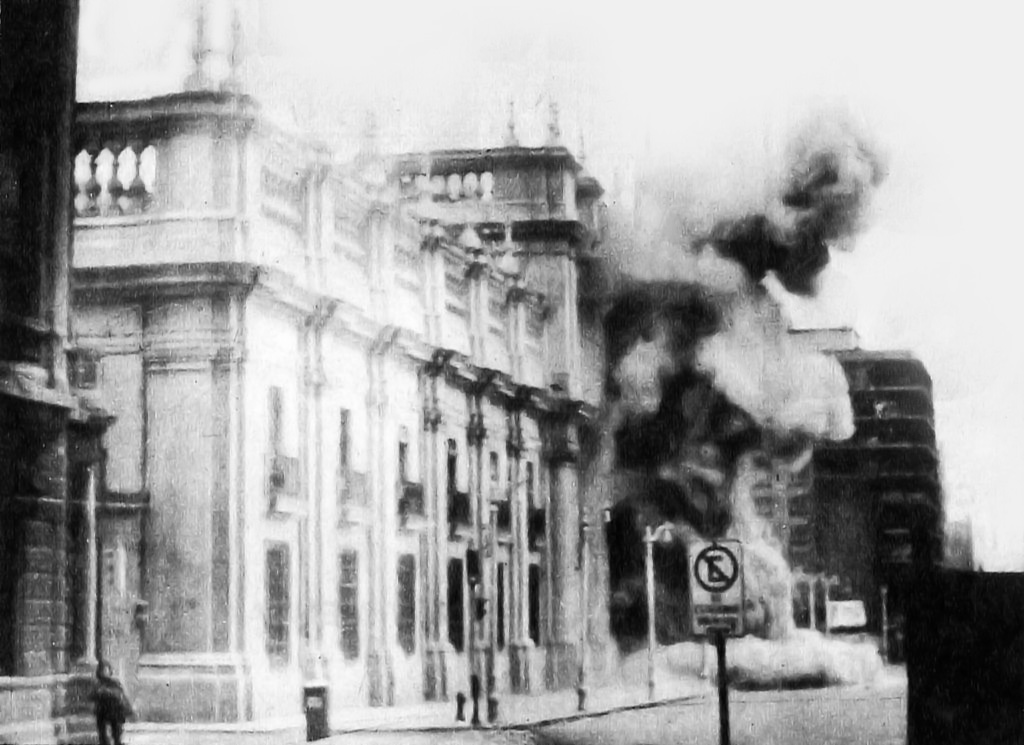
Bombardování prezidentského paláce La Moneda 11. září 1973.

Souhrnná zpráva tzv. Rettigovy komise, vytvořené z Pinochetových odpůrců i stoupenců pod oficiálním názvem Národní komise pravdy a usmíření, z roku 1990 uvádí počet obětí Pinochetova režimu na 2 279 (146 osob odsouzeno válečným tribunálem k trestu smrti, 131 osob zamřelo během střetů při demonstracích, 101 osob zastřeleno při pokusech o útěk, 39 osob zemřelo během přestřelky, 90 osob zabito soukromými osobami, 815 dalších úmrtí a 957 zmizelých), následná vyšetřování komisí zřízených prezidentem Ricardem Lagosem i jeho nástupkyní Michelle Bacheletovou odhalila v letech 2004 a 2011 další případy. Celkový počet obětí perzekuce uznaný v roce 2011 vládou prezidenta Sebastiána Piñery činí 40 018 osob, z toho 3 065 zabitých nebo násilně zmizelých. Podle Alana Angella, který byl chilskou ambasádou v Londýně za svou pomoc uprchlíkům z Chile označen za údajného komunistu, si Chilská vojenská junta při převratu počínala s neobvyklou brutalitou, počet mrtvých odhaduje v odhadech mezi 3000 až 30 000 – přesné číslo není známo. Angella píše, že během prvních šesti měsíců se ve vězení ocitlo kolem 80 000 lidí. Na pořadu dne byly popravy, mučení, neoprávněné věznění a mizení lidí. Hlavní oporou nového režimu se stala DINA (Directión Nacional de Informacion), koordinační centrála tajných služeb zodpovědná přímo A. Pinochetovi.
Junta hned v září 1973 rozpustila parlament, převzala veškeré exekutivní a legislativní pravomoci a zrušila ústavu z roku 1925, kterou nahradily Actas Institucionales (vládní dekrety). V zemi byly zakázány levicové politické strany a činnost ostatních politických stran byla pozastavena. Během roku 1974 se Augusto Pinochet stal prezidentem republiky, vrchním velitelem pozemního vojska a Nejvyšší hlavou národa (Jefe Supremo de la Nación). Až do roku 1980, kdy byla v referendu schválena ústava vládla junta zemi bez ústavy. Pinochet vládl prostřednictvím prezidentských dekretů. Nová ústava zaváděla režim "kontrolované" demokracie. V roce 1981 se Pinochet stal znovu prezidentem republiky na dalších 8 let s tím, že v roce 1988 měla junta (tj. velitelé všech tří vojenských složek a karabiníků) jmenovat dalšího kandidáta. Ústava zaváděla pořádek, který byl charakteristický vysokým stupněm centralizace a koncentrace moci.
Od roku 1975 začal Pinochetův režim ekonomickou, politickou a sociální transformaci Chile podle principů navržených neoliberální chicagskou školou. Augusto Pinochet udělal ze země ostrov ekonomické stability, v jinak problémy zmítaném sektoru zemí jako Argentina či Brazílie, což platilo ještě 30 let po převratu. Někdy se tomu, co nastalo po spuštění ekonomických reforem, říkalo "ekonomický zázrak Chile". V zemi stoupla životní úroveň, snížila se dětská úmrtnost, prodloužil se věk dožití, zlepšila se zdravotní péče, snížily se daně, došlo k rozšíření a stabilizaci střední vrstvy, výdaje státu klesly o 25 %. Podle údajů Světové banky klesla nezaměstnanost a zvýšil se HDP. Podle Carlose Fortína, ministra ve vládě Allendeho svržené Pinochetem, šoková terapie, kterou Chile Pinochet naordinovala, spočívala ve škrtech vládních výdajů, snižovaní fiskálního deficitu a rozsáhlé privatizaci. Podle Fontína bylo výsledkem na jedné straně snížení inflace, růst HDP kolem 7 % ročně, příliv zahraničních investic do Chile či růst vývozních možností, ale na druhé straně růst nezaměstnanosti, sociálních nerovností a zhoršování sociální situace, dále Fontín uvádí zvětšení hospodářské koncentrace, což znamenalo, že velké korporace kontrolovaly jednotlivé oblasti hospodářství. 30 % půdy rozdělené pozemkovou reformou bylo vráceno jejím původním majitelům a dalších 30 % odkoupeno pod cenou. V době jihoamerické ekonomické krize v roce 1982 Chile znovu spadlo do recese, která byla horší než ta z let 1975 až 1976, podle Fontína například chilský příjem na hlavu byl o 3,5 % nižší než v roce 1970, průmyslová výroba byla o 25 % nižší než v roce 1970, zahraniční dluh dosahoval 80 % HDP ve srovnání s 8,2 % v roce 1970. Vládě se podařilo po recesi v letech 1982 až 1983 Chile ekonomicky stabilizovat. V letech 1986 až 1988 ekonomika rostla kolem 5 % ročně a nezaměstnanost klesla. Celá řada příčin může vysvětlit úspěšnou konsolidaci Pinochetova režimu. Na prvním místě to byla poměrně velká podpora širších skupin společnosti, které se obávaly důsledků Allendovy politiky. Dále to byla bezohlednost s jakou si junta počínala a efektivita jejího represivního aparátu (především DINA). Podle V. Valdivie Ortiz napomohla politická a společenská polarizace chilské společnosti během Allendeho vlády k legitimizaci užití násilí Pinochetovým režimem. Pinochetovi se také podařilo na určitou dobu paralyzovat politický život. Režim považoval opozici za zločin, zilegalizoval všechny levicové strany a pozastavil činnost ostatních stran. Např. řada prominentních představitelů Allendeho koalice UP a nebo chilských odborů byla nucena odejít do exilu nebo byla zabita. Katolická církev byla jedním z nejhlasitějších kritiků Pinochetova represivního režimu. Santiagský arcibiskup založil Vikářství solidarity (Vicaría de Solidaridad), které se snažilo chránit obyvatelstvo před porušováním lidských práv. Církev také provozovala nezávislé Radio Chileno. Svůj význam měla určitá podpora Spojených států. Už před pučem CIA disponovala celkem 8 milióny dolarů určenými na svržení Allendeho a podněcovala převratovou atmosféru v zemi. Následně měla CIA "asistovat juntě v tom aby získala pozitivní obraz doma a v zahraničí", tři týdny po puči Nixonova administrativa uvolnila celkem 24 miliónů dolarů komoditních úvěrů na nákup obilí, což předtím Allendeho vládě odmítla. Nicméně v roce 1975 se stala otázka potlačování lidských práv významným aspektem americko-chilských vztahů. Např. americký kongres a další kritizovali Fordovu administrativu za podporu Pinocheta.V roce 1999 prezident Clinton prohlásil v Guatemale v souvislosti s americkými intervencemi v Latinské Americe, že "Podpora vojenských nebo zpravodajských jednotek, které se podílely na násilné a široké represi byla chybná a Spojené státy nesmějí takovou chybu opakovat."

### Chile od roku 1990 do současnosti

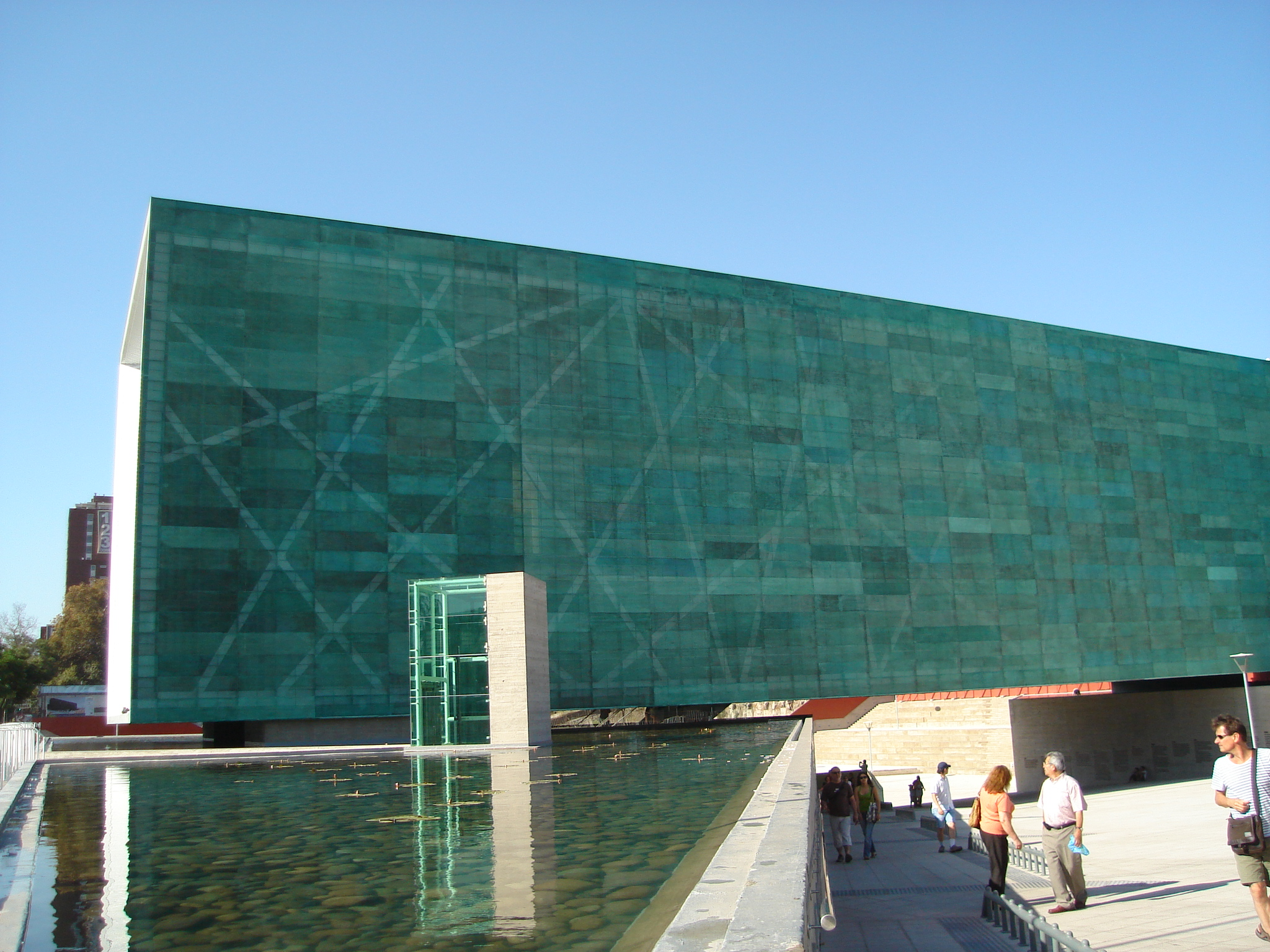
V roce 2010 bylo v Santiago de Chile otevřeno Muzeum paměti a lidských práv jako součást snahy vyrovnat se s minulostí.

První demokratická vláda P. Aylwina (v úřadě 1990–1994) měla před sebou náročný úkol zachovat politický konsensus včetně vyvážených vztahů mezi civilní vládou a armádou, udržet hospodářský růst, ale pokusit se řešit sociální problémy zanechané minulým režimem a konečně adresovat palčivou otázku potlačování lidských práv za Pinochetova režimu. V oblasti ekonomiky vláda navázala na předchozí vývoj s tím, že kladla důraz na růst s rovností a provedla některé korekce neoliberálního modelu. V otázce vyrovnání se s nedávnou minulostí nebyla úspěšná. Dohoda o přechodu k demokracii z roku 1989 uznávala legitimitu pinochetovské ústavy a institucí, což dálo poměrně malý prostor pro vyrovnání s minulostí.Mimo to si generál Pinochet do roku 1998 podržel post velitele pozemních vojsk. Komise pravdy a usmíření (1991) zdokumentovala více než 2000 případů zabitých  Až do roku 2001 chilská armáda odmítala zodpovědnost za násilí a porušování lidských práv během vojenské junty. Minulost zůstává dodnes bolestivým tématem chilské společnosti.
Aylwinovým nástupcem byl zvolen další křesťanský demokrat Eduardo Frei Ruiz-Tagle (v úřadě 1994–2000), jehož vláda provedla ústavní reformu a mezi jiným snažila se směřovat přebytky chilského rozpočtu do oblasti zdravotnictví a školství.V letech 2000 až 2010 nastoupili prezidenti ze socialistické strany Ricardo Lagos Escobar (v úřadě 2000–2006) a jako první žena ve funkci Michelle Bachelet Jeria (v úřadě 2006–2010). Vláda R. Lagose reformovala pracovní zákony a zdravotní systém. Lagos v roce 2005 prosadil další ústavní reformu, která zkrátila délku prezidentského termínu ze 6 na 4 roky a zrušil pozice doživotně jmenovaných senátorů. Vláda M. Bachelet se zaměřila na otázky zlepšení postavení žen a dětí a snažila se efektivně využít státní příjmy z prodeje mědi na snížení dopadů ekonomické recese.
V srpnu roku 2000 Nejvyšší soud zrušil imunitu generála Pinocheta ale následný soudní proces neprokázal Pinochetovu přímou vinu na vraždách a únosech, nicméně v březnu 2001 Pinocheta obvinil z toho, že o zločinech věděl a nepředal je soudům. Pinochet byl v roce 2002 shledán neschopným procesu ze zdravotních důvodů a zároveň rezignoval na úřad doživotního senátora.Nové rozhodnutí z roku 2004 ale umožnilo další vyšetřování především Pinochetova angažmá v operaci Condor. V roce 2006 Pinochet ve věku 91 let zemřel bez toho, aby byl uznán vinným.
Od roku 2010 byl prezidentem Sebastian Piñera Echenique jako první středopravý prezident po 52 letech. Jeho vláda pokračovala během prvního roku svého mandátu v ekonomické a sociální politice předchozí vlády. V roce 2010 také musela čelit dopadům ničivého zemětřesení a situaci kolem 33 horníků uvězněných v dole. Socialistka Michelle Bachelet ovšem v boji o prezidentský mandát v roce 2013 opět zvítězila.